# Siimaletto
Siimaletto är en ö i Finland. Den ligger i Bottenviken och i kommunen Simo i den ekonomiska regionen  Kemi-Torneå i landskapet Lappland, i den norra delen av landet. Ön ligger omkring 100 kilometer söder om Rovaniemi och omkring 600 kilometer norr om Helsingfors.
Öns area är 0,5 hektar och dess största längd är 130 meter i öst-västlig riktning.